# Can Merlines
Can Merlines és un raval d'Avinyó Nou, al municipi d'Avinyonet del Penedès (Alt Penedès), situat al costat de la carrerada, antic camí ramader, on aquesta travessa la carretera de l'Ordal, actual N-340. La tipologia predominant és la construcció de planta baixa i pis. Resulten d'interès les següents cases: Carretera de Barcelona: 106, 108 (Ca la Remei/Cal Boter. El Joan Boter), 112, 114 i 116 Carrerada Núm. 3. Queda inclòs, així mateix el forn de cal Rajoler i la sínia de cal Carbó a un i altre costat de la carretera.
El Merlines, que va construir en aquest indret la primera casa, venia de Les Gunyoles, com altres veïns d'aquell nucli de població, i va baixar fins a aquest indret, més a prop de les principals vies de comunicació.
Rep també el nom de Can Merlines el polígon industrial creat al costat de la carrerada i del raval.